# Pupp Noémi
Pupp Noémi (Paks, 1998. július 28. –) kétszeres olimpiai bronzérmes,  kétszeres Európa-bajnok magyar kajakozó. Pupp Réka cselgáncsozó testvére.

## Sportpályafutása
A 2022-es világbajnokságon K4 500 méteren (Gazsó Alida Dóra, Fojt Sára, Kőhalmi Emese) hatodik volt. A 2024-es Európa-bajnokságon K4 500 méteren (Csipes Tamara, Pupp, Gazsó) és K2 1000 méteren (Fojt) is aranyérmet szerzett.
A 2024. évi nyári olimpián a női kajaknégyessel 500 méteren (Fojt, Csipes, Gazsó) bronzérmet szerzett, majd egy nappal később K2 500 méteren Fojt Sárával lett bronzérmes a német Paszek-Hake párossal holtversenyben, az ezüstérmes Csipes-Gazsó kettes mögött.
Pupp Noémi katonasportoló, szakaszvezetőként szolgál a Magyar Honvédség Sportszázadában.

## Díjai, elismerései
- Magyar Arany Érdemkereszt (2024)[6]